# روبرت بلان
روبرت بلان (بالفرنسية: Robert Blanc)‏ (8 مايو 1944 في كارنوليس) لاعب كرة قدم فرنسي معتزل كان يجيد اللعب في مركز المهاجم .

## روابط خارجية
- روبرت بلان على موقع قاعدة بيانات كرة القدم.إي يو (الإنجليزية)